# 2006-os FIFA strandlabdarúgó-világbajnokság
A 2006-os FIFA strandlabdarúgó-világbajnokságot a 2. FIFA által szervezett torna volt összességében pedig a 12., melyet 2006. november 2., és november 12. között rendeztek meg Rio de Janeiróban, Brazíliában. A győzelmet a házigazda Brazília szerezte meg, miután a döntőben legyőzte Uruguayt.

## Résztvevők
A következő 16 csapat kvalifikálta magát a 2006-os FIFA strandlabdarúgó-világbajnokságra:
| A csoport          | B csoport               | C csoport        | D csoport   |
| ------------------ | ----------------------- | ---------------- | ----------- |
| Brazília (Rendező) | Franciaország (Címvédő) | Kamerun          | Argentína   |
| Japán              | Irán                    | Portugália       | Bahrein     |
| Lengyelország      | Kanada                  | Salamon-szigetek | Olaszország |
| Egyesült Államok   | Spanyolország           | Uruguay          | Nigéria     |

## Eredmények

### Csoportkör
| Jelmagyarázat                 |
| ----------------------------- |
| Továbbjutott a csoportkörből. |
| Kiesett a csoportkörből.      |

#### A csoport
| Csapat           | J | Gy | D | V | Rg | Kg | Gk  | P |
| ---------------- | - | -- | - | - | -- | -- | --- | - |
| Brazília         | 3 | 3  | 0 | 0 | 29 | 10 | +19 | 9 |
| Japán            | 3 | 1  | 0 | 2 | 15 | 22 | –7  | 3 |
| Lengyelország    | 3 | 1  | 0 | 2 | 12 | 18 | –6  | 3 |
| Egyesült Államok | 3 | 1  | 0 | 2 | 14 | 20 | –6  | 3 |

| 2006. november 3. 22:40 |

| Egyesült Államok                                  | 4–8                         | Japán                                                                |
| ------------------------------------------------- | --------------------------- | -------------------------------------------------------------------- |
| Xexeo 10' Farberoff 17' Morales 30' Chimienti 35' | (1–2, 1–3, 2–3) Jegyzőkönyv | Yoshii 2' 16' 25' Kuroki 10' Kawaharazuka 19' 35' Toma 21' Maruo 27' |

| Copacabana, Rio de Janeiro Nézőszám: 6 000 Játékvezető: Cascone (olasz) |

| 2006. november 3. 11:00 |

| Brazília                                                                         | 8–2                         | Lengyelország          |
| -------------------------------------------------------------------------------- | --------------------------- | ---------------------- |
| Benjamin 2' Betinho 10' 17' Buru 12' 31' (11-esből) Junior Negao 12' 35' 16' 34' | (4–0, 2–1, 3–1) Jegyzőkönyv | Zuk 19' Saganowski 36' |

| Copacabana, Rio de Janeiro Nézőszám: 10 000 Játékvezető: Hauben (belga) |

| 2006. november 5. 11:00 |

| Brazília                                                               | 10–2                        | Japán                  |
| ---------------------------------------------------------------------- | --------------------------- | ---------------------- |
| Benjamin 2' 16' 18' 27' Junior Negao 9' 20' Bruno 9' 11' 12' Bueno 26' | (5–1, 3–0, 2–1) Jegyzőkönyv | Shiokawa 5' Uehara 32' |

| Copacabana, Rio de Janeiro Nézőszám: 10 000 Játékvezető: Da Rosa (uruguayi) |

| 2006. november 5. 12:20 |

| Lengyelország                    | 2–4                         | Egyesült Államok                                     |
| -------------------------------- | --------------------------- | ---------------------------------------------------- |
| Saganowski 5' Zuk 27' (11-esből) | (1–1, 0–2, 1–1) Jegyzőkönyv | Chimienti 4' (11-esből) 29' Taguinod 17' Astorga 19' |

| Copacabana, Rio de Janeiro Nézőszám: 6 000 Játékvezető: Ferreira (portugál) |

| 2006. november 7. 22:40 |

| Egyesült Államok                                  | 4–8                         | Japán                                                                |
| ------------------------------------------------- | --------------------------- | -------------------------------------------------------------------- |
| Xexeo 10' Farberoff 17' Morales 30' Chimienti 35' | (1–2, 1–3, 2–3) Jegyzőkönyv | Yoshii 2' 16' 25' Kuroki 10' Kawaharazuka 19' 35' Toma 21' Maruo 27' |

| Copacabana, Rio de Janeiro Nézőszám: 6 000 Játékvezető: Almeida (portugál) |

| 2006. november 7. 13:40 |

| Lengyelország                                                        | 8–5                         | Japán                                       |
| -------------------------------------------------------------------- | --------------------------- | ------------------------------------------- |
| Saganowski 1' 15' 22' 23' 26' Ziober 15' Bartczak 24' Polakowski 32' | (1–1, 5–2, 2–2) Jegyzőkönyv | Kawaharazuka 2' 29' 36' Kuroki 15' Toma 19' |

| Copacabana, Rio de Janeiro Nézőszám: 2 000 Játékvezető: Da Rosa (uruguayi) |

#### B csoport
| Csapat        | J | Gy | D | V | Rg | Kg | Gk  | P |
| ------------- | - | -- | - | - | -- | -- | --- | - |
| Franciaország | 3 | 3  | 0 | 0 | 21 | 8  | +13 | 9 |
| Kanada        | 3 | 2  | 0 | 1 | 11 | 14 | –3  | 5 |
| Spanyolország | 3 | 1  | 0 | 2 | 10 | 12 | –2  | 3 |
| Irán          | 3 | 0  | 0 | 3 | 10 | 18 | –8  | 0 |

| 2006. november 3. 12:20 |

| Kanada                                   | 6–6                         | Irán                                                       |
| ---------------------------------------- | --------------------------- | ---------------------------------------------------------- |
| Diaz 4' Sibiya 8' 15' 27' 33' Yamada 36' | (2–1, 1–4, 3–1) Jegyzőkönyv | Ahmadzadeh 1' 16' 35' Oostovari 14' Dara 16' Abdollahi 23' |
| Büntetőpárbaj                            |                             |                                                            |
| Sibiya                                   | 1–0                         | Ahmadzadeh                                                 |

| Copacabana, Rio de Janeiro Nézőszám: 5 000 Játékvezető: Almeida (portugál) |

| 2006. november 3. 13:40 |

| Spanyolország                  | 4–7                         | Franciaország                                                    |
| ------------------------------ | --------------------------- | ---------------------------------------------------------------- |
| Amarelle 6' 8' 34' Alfonso 34' | (2–0, 0–3, 2–4) Jegyzőkönyv | François 17' Libbra 20' Samoun 23' 27' Edouard 25' Basquaise 29' |

| Copacabana, Rio de Janeiro Nézőszám: 5 000 Játékvezető: Da Rosa (uruguayi) |

| 2006. november 5. 22:40 |

| Franciaország                                                            | 8–1                         | Kanada     |
| ------------------------------------------------------------------------ | --------------------------- | ---------- |
| Castro 6' Basquaise 19' 20' 29' Perez 21' 31' Francois 33' Sciortino 35' | (1–0, 3–0, 4–1) Jegyzőkönyv | Lemire 26' |

| Copacabana, Rio de Janeiro Nézőszám: 5 000 Játékvezető: De Carlos (brazil) |

| 2006. november 5. 13:40 |

| Irán          | 1–6                         | Spanyolország                                                  |
| ------------- | --------------------------- | -------------------------------------------------------------- |
| Rezaeipoor 8' | (1–1, 0–2, 0–3) Jegyzőkönyv | Alfonso 5' Johnny 14' Nico 18' 36' (11-esből) Amarelle 27' 29' |

| Copacabana, Rio de Janeiro Nézőszám: 5 000 Játékvezető: Moreira (brazil) |

| 2006. november 7. 22:40 |

| Franciaország                                               | 6–3                         | Irán                                   |
| ----------------------------------------------------------- | --------------------------- | -------------------------------------- |
| Castro 2' Sciortino 10' Samoun 12' Libbra 23' Basquaise 31' | (3–0, 1–2, 2–1) Jegyzőkönyv | Hashempour 18' Ahmadzadeh 28' Dara 20' |

| Copacabana, Rio de Janeiro Nézőszám: 4 000 Játékvezető: Duarte (brazil) |

| 2006. november 7. 12:20 |

| Spanyolország | 0–4                         | Kanada                                      |
| ------------- | --------------------------- | ------------------------------------------- |
|               | (0–1, 0–1, 0–2) Jegyzőkönyv | Selaidopoulos 12' 34' Sibiya 16' Yamada 36' |

| Copacabana, Rio de Janeiro Nézőszám: 5 000 Játékvezető: De Moraes (brazil) |

#### C csoport
| Csapat           | J | Gy | D | V | Rg | Kg | Gk  | P |
| ---------------- | - | -- | - | - | -- | -- | --- | - |
| Portugália       | 3 | 3  | 0 | 0 | 29 | 9  | +20 | 9 |
| Uruguay          | 3 | 1  | 0 | 2 | 17 | 13 | +4  | 3 |
| Salamon-szigetek | 3 | 1  | 0 | 2 | 12 | 26 | –14 | 3 |
| Kamerun          | 3 | 1  | 0 | 2 | 8  | 18 | –10 | 2 |

| 2006. november 2. 11:00 |

| Portugália                            | 5–4                         | Uruguay                                    |
| ------------------------------------- | --------------------------- | ------------------------------------------ |
| Alan 2' 7' Madjer 11' 34' Hernâni 34' | (3–3, 0–1, 2–0) Jegyzőkönyv | Coco 5' Cabrera 9' Olivera 10' Pampero 18' |

| Copacabana, Rio de Janeiro Nézőszám: 3 000 Játékvezető: Duarte (brazil) |

| 2006. november 2. 13:40 |

| Salamon-szigetek                       | 5–2                         | Kamerun                 |
| -------------------------------------- | --------------------------- | ----------------------- |
| Naka 5' 18' 31' 35' Gideon Omokirio 8' | (2–0, 1–0, 2–2) Jegyzőkönyv | Ngiladjoe 32' Eyoum 33' |

| Copacabana, Rio de Janeiro Nézőszám: 5 000 Játékvezető: Almeida (portugál) |

| 2006. november 4. 22:40 |

| Uruguay                                                                                        | 10–5                        | Salamon-szigetek                            |
| ---------------------------------------------------------------------------------------------- | --------------------------- | ------------------------------------------- |
| Coco 4' Aguirre 12' 22' Fabian 13' Pampero 14' 25' Damian 21' Matias 28' Parrillo 30' Seba 32' | (2–0, 4–2, 4–3) Jegyzőkönyv | Koto 16' 31' Rogy 20' Naka 29' Omokirio 36' |

| Copacabana, Rio de Janeiro Nézőszám: 4 000 Játékvezető: Buaiz (brazil) |

| 2006. november 4. 12:20 |

| Kamerun          | 3–10                        | Portugália                                                                  |
| ---------------- | --------------------------- | --------------------------------------------------------------------------- |
| Tamen 9' 26' 28' | (1–3, 0–4, 2–3) Jegyzőkönyv | Madjer 2' 3' (11-esből) 3' 13' 18' 29' Alan 17' Marinho 19' 35' Gustavo 34' |

| Copacabana, Rio de Janeiro Nézőszám: 5 000 Játékvezető: Rodriguez (argentin) |

| 2006. november 6. 11:00 |

| Kamerun                    | 3–3                         | Uruguay                    |
| -------------------------- | --------------------------- | -------------------------- |
| Ngiladjoe 9' Bithe 18' 32' | (1–0, 1–1, 1–2) Jegyzőkönyv | Pampero 15' 30' Miguel 27' |
| Büntetőpárbaj              |                             |                            |
| Eyoum Nyamsi               | 1–0                         | Pampero Fabian             |

| Copacabana, Rio de Janeiro Nézőszám: 1 300 Játékvezető: Cascone (olasz) |

| 2006. november 6. 13:40 |

| Salamon-szigetek    | 2–14                        | Portugália |
| ------------------- | --------------------------- | --- |
| Anisua 20' Luwi 23' | (0–4, 2–5, 0–5) Jegyzőkönyv | Madjer 2' 8' 13' 14' Marinho 4' Alan 9' 18' Paulo Jorge 17' Gustavo 23' 35' Hernâni 25' Belchior 27' 31' Ricardo Loja 36' |

| Copacabana, Rio de Janeiro Nézőszám: 800 Játékvezető: Moreira (brazil) |

#### D csoport
| Csapat      | J | Gy | D | V | Rg | Kg | Gk | P |
| ----------- | - | -- | - | - | -- | -- | -- | - |
| Argentína   | 3 | 3  | 0 | 0 | 10 | 6  | +4 | 9 |
| Bahrein     | 3 | 2  | 0 | 1 | 10 | 9  | +1 | 5 |
| Nigéria     | 3 | 1  | 0 | 2 | 13 | 13 | 0  | 3 |
| Olaszország | 3 | 0  | 0 | 3 | 6  | 11 | –5 | 0 |

| 2006. november 2. 22:40 |

| Argentína                                      | 5–4                         | Nigéria                         |
| ---------------------------------------------- | --------------------------- | ------------------------------- |
| S. Hilaire 6' 27' F. Hilaire 9' Minici 15' 34' | (2–2, 1–2, 2–0) Jegyzőkönyv | Agu 3' Onigbo 10' 19' Usman 18' |

| Copacabana, Rio de Janeiro Nézőszám: 3 000 Játékvezető: Buaiz (brazil) |

| 2006. november 2. 12:20 |

| Olaszország      | 2–4                         | Bahrein                            |
| ---------------- | --------------------------- | ---------------------------------- |
| Pasquali 23' 35' | (0–2, 1–0, 1–2) Jegyzőkönyv | Salem 5' 32' Hassan 5' Alnisuf 28' |

| Copacabana, Rio de Janeiro Nézőszám: 5 000 Játékvezető: De Carlos (brazil) |

| 2006. november 4. 11:00 |

| Nigéria                                 | 4–3                         | Olaszország                              |
| --------------------------------------- | --------------------------- | ---------------------------------------- |
| Ibenegbu 14' Olawale 29' 35' Onigbo 36' | (1–1, 0–2, 3–0) Jegyzőkönyv | El Hafez 11' Pasquali 16' (11-esből) 17' |

| Copacabana, Rio de Janeiro Nézőszám: 5 000 Játékvezető: Duarte (brazil) |

| 2006. november 4. 13:40 |

| Bahrein    | 1–2                         | Argentína                     |
| ---------- | --------------------------- | ----------------------------- |
| Ebrahim 7' | (1–1, 0–0, 0–1) Jegyzőkönyv | E. Hilaire 12' F. Hilaire 26' |

| Copacabana, Rio de Janeiro Nézőszám: 6 000 Játékvezető: Hauben (belga) |

| 2006. november 6. 22:40 |

| Bahrein                                | 5–5                         | Nigéria                                                     |
| -------------------------------------- | --------------------------- | ----------------------------------------------------------- |
| Salem 16' 33' Ebrahim 22' Omar 30' 32' | (0–1, 2–1, 3–3) Jegyzőkönyv | Olawale 2' Ibenegbu 14' Okemmiri 28' Agu 36' Uga Okpara 36' |
| Büntetőpárbaj                          |                             |                                                             |
| Salem Hassan Ebrahim Hassan            | 4–3                         | Agu Olawale Onigbo Usman                                    |

| Copacabana, Rio de Janeiro Nézőszám: 800 Játékvezető: Conti (olasz) |

| 2006. november 6. 12:20 |

| Olaszország  | 1–3                         | Argentína                     |
| ------------ | --------------------------- | ----------------------------- |
| Palmacci 28' | (0–1, 0–1, 1–1) Jegyzőkönyv | Andrade 1' 24' S. Hilaire 26' |

| Copacabana, Rio de Janeiro Nézőszám: 1 400 Játékvezető: Buaiz (brazil) |

### Egyenes kieséses szakasz

#### Negyeddöntők
| 2006. november 9. 22:40 |

| Franciaország                        | 3–2                         | Japán                          |
| ------------------------------------ | --------------------------- | ------------------------------ |
| Samoun 14' Basquaise 16' Edouard 31' | (0–0, 2–0, 1–2) Jegyzőkönyv | Kuroki 36' (11-esből) Toma 36' |

| Copacabana, Rio de Janeiro Nézőszám: 6 000 Játékvezető: Ferreira (portugál) |

| 2006. november 9. 11:00 |

| Brazília                                                                             | 12–1                        | Kanada     |
| ------------------------------------------------------------------------------------ | --------------------------- | ---------- |
| Junior Negao 4' 21' 36' Benjamin 14' 25' 34' Bueno 22' 23' Bruno 24' Betinho 25' 28' | (1–0, 6–0, 5–1) Jegyzőkönyv | Sibiya 34' |

| Copacabana, Rio de Janeiro Nézőszám: 10 000 Játékvezető: Infantes (venezuelai) |

| 2006. november 9. 12:20 |

| Portugália                                          | 6–2                         | Bahrein            |
| --------------------------------------------------- | --------------------------- | ------------------ |
| Alan 3' Madjer 13' 27' 28' Gustavo 22' Belchior 31' | (1–0, 2–1, 3–1) Jegyzőkönyv | Omar 18' Salem 29' |

| Copacabana, Rio de Janeiro Nézőszám: 6 000 Játékvezető: De Moraes (brazil) |

| 2006. november 9. 13:40 |

| Argentína      | 1–2                         | Uruguay              |
| -------------- | --------------------------- | -------------------- |
| S. Hilaire 28' | (0–0, 0–0, 1–2) Jegyzőkönyv | Miguel 36' Ricar 36' |

| Copacabana, Rio de Janeiro Nézőszám: 4 500 Játékvezető: Duarte (brazil) |

#### Elődöntők
| 2006. november 11. 21:30 |

| Franciaország        | 2–2 (h. u.)                 | Uruguay       |
| -------------------- | --------------------------- | ------------- |
| Perez 20' Samoun 25' | (0–1, 1–0, 1–1) Jegyzőkönyv | Fabian 3' 34' |
| Büntetőpárbaj        |                             |               |
| Edouard              | 0–1                         | Ricar         |

| Copacabana, Rio de Janeiro Nézőszám: 10 000 Játékvezető: Infantes (venezuelai) |

| 2006. november 11. 11:00 |

| Brazília                                             | 7–4                         | Portugália               |
| ---------------------------------------------------- | --------------------------- | ------------------------ |
| Sidney 6' 19' 29' Bueno 9' Betinho 18' Bruno 13' 27' | (2–4, 3–0, 2–0) Jegyzőkönyv | Madjer 1' 6' 10' Alan 7' |

| Copacabana, Rio de Janeiro Nézőszám: 10 000 Játékvezető: Hauben (belga) |

#### Bronzmérkőzés
| 2006. november 12. 21:30 |

| Franciaország                                               | 6–4                         | Portugália                 |
| ----------------------------------------------------------- | --------------------------- | -------------------------- |
| Cardoso 1' 19' Ottavy 7' Samoun 25' Castro 28' Francois 30' | (2–2, 1–1, 3–1) Jegyzőkönyv | Alan 1' Madjer 11' 14' 30' |

| Copacabana, Rio de Janeiro Nézőszám: 10 000 Játékvezető: Buaiz (brazil) |

#### Döntő
| 2006. november 12. 11:00 |

| Uruguay   | 1–4 (h. u.)                 | Brazília                                  |
| --------- | --------------------------- | ----------------------------------------- |
| Ricar 14' | (0–1, 1–1, 0–2) Jegyzőkönyv | Buru 11' Benjamin 17' Duda 26' Sidney 34' |

| Copacabana, Rio de Janeiro Nézőszám: 10 000 Játékvezető: Hauben (belga) |

## Díjak
| A 2006-os FIFA strandlabdarúgó-világbajnokság győztese |
| ------------------------------------------------------ |
| BRAZÍLIA 10. cím                                       |

| Adidas aranycipő: | Adidas Aranylabda: | FIFA Fair Play Trófea: |
| ----------------- | ------------------ | ---------------------- |
| Madjer            | Madjer             | Franciaország          |

## Külső hivatkozások
- FIFA.com Archiválva 2009. november 19-i dátummal a Wayback Machine-ben